# 安川茂雄
安川 茂雄（やすかわ しげお、1925年12月13日 - 1977年10月23日）は、日本の登山家、ノンフィクション作家、登山史研究家。

## 略歴
本名は長越成雄。東京出身。早稲田大学文学部仏文科卒。
中学時代から登山を好み、登山家、編集者として働きながら、「霧の山」などの山岳小説を発表。
1966年RCCヒンズークシ登山隊長。三笠書房編集長、朋文堂、あかね書房などの顧問を経て、1974年四季書館を設立、社長を務めた。

## 著書
- 『朝焼け』（朋文堂） 1958
- 『ザイル仲間』（朋文堂） 1958
- 『巨峰にいどむ』（あかね書房） 1959
- 『エベレストへの道』（あかね書房、少年少女20世紀の記録） 1963
- 『世界の屋根にいどんだ人々』（さ・え・ら書房、さ・え・ら伝記ライブラリー） 1965
- 『マンモス都市東京』（あかね書房、少年少女20世紀の記録） 1966
- 『日本の山に生きた人々』（さ・え・ら書房、さ・え・ら伝記ライブラリー） 1967
- 『近代日本登山史』（あかね書房） 1969、のち四季書館
- 『山に挑む』（三笠書房） 1970
- 『エベレスト 8848メートルへの挑戦』（山と渓谷社、山渓新書） 1971
- 『季節の山みち』（読売新聞社、読売新書） 1971
- 『高みへの序曲』（三笠書房） 1971
- 『日本アルプス山人伝』（あかね書房） 1971、のち二見書房 1981
- 『アルプスの山旅』（あかね書房） 1972
- 『岩と雪の悲劇 1 穂高に死す』（三笠書房） 1972
- 『岩と雪の悲劇 3 谷川岳の霧と星』（三笠書房） 1972
- 『岩と雪の悲劇 4 凍る山稜』（三笠書房） 1972
- 『立山ガイドの系譜』（三笠書房） 1972
- 『単独行者の記憶』（二見書房） 1972
- 『孤独なザイル』（二見書房） 1973
- 『新登山入門 その基礎と考え方』（二見書房） 1973
- 『歓びの山哀しみの山』（三笠書房） 1973
- 『幕末赤報隊物語』（木村卓絵、国土社、ノンフィクション全集） 1975
- 『新登山入門 新しい技術と体験』（二見書房） 1976
- 『山と勲章』（四季書館） 1977
- 『われわれはなぜ山が好きか ドキュメント「日本アルプス登山」70年史』（小学館文庫） 2000
- 『回想の谷川岳』（河出書房新社、Kawade山の紀行） 2002
- 『谷川岳に逝ける人びと』（遠藤甲太編、平凡社ライブラリー） 2005

### 共編・編著
- 『われらの山々』全2巻（近藤等共編、三笠書房） 1971
- 『山の遺書』（編著、二見書房） 1972
- 『上田哲農の山』（編、山と渓谷社） 1974
- 『日本山岳遭難誌』全6巻（編、三笠書房） 1974-75
- 『ひとりぼっちの山』（編著、三笠書房） 1975
- 『山の鎮魂歌』（編著、二見書房） 1976

## 翻訳
- 『ヒマラヤの征服』（ベルナール・ピェール、あかね書房、あかね文庫） 1960
- 『アルプス登頂記』（エドワード・ウィンパー、あかね書房、少年少女世界ノンフィクション全集） 1961
- 『山上にひるがえる旗』（J・アルマン、辻まこと絵、学習研究社、少年少女サスペンス冒険） 1971